# Fissarena ethabuka
Espèce
Fissarena ethabuka est une espèce d'araignées aranéomorphes de la famille des Trachycosmidae.

## Distribution
Cette espèce est endémique du Queensland en Australie. Elle se rencontre dans le désert de Simpson vers Ethabuka.

## Description
La carapace de la femelle holotype mesure 3,8 mm de long sur 3,2 mm et l'abdomen 7,2 mm de long sur 4,3 mm.
La femelle décrite par Platnick en, 2002 mesure 11 mm.

## Systématique et taxinomie
Cette espèce a été décrite par Henschel, Davies et Dickman en 1995.

## Étymologie
Son nom d'espèce lui a été donné en référence au lieu de sa découverte, Ethabuka.

## Publication originale
- Henschel, Davies & Dickman, 1995 : « The slit spider (Araneae: Clubionoidea) that constructs fissures in the sand dunes of the Simpson Desert, central Australia. » Journal of Natural History, vol. 29, no 1, p. 137-145.